# Воповлє
Воповлє (словен. Vopovlje) — поселення в общині Церклє-на-Горенськем, Горенський регіон, Словенія. Висота над рівнем моря: 362,1 м.